# Rain Fall
Pour plus de détails, voir Fiche technique et Distribution.
Rain Fall (en japonais: レイン・フォール/雨の牙, Rein fōru: Ame no kiba) est un film japonais réalisé par Max Mannix, sorti en 2009.

## Synopsis
Un tueur à gages du nom de John Rain doit protéger la fille d'une de ses victimes tombée sous les balles d'agents de la CIA peu scrupuleux.

## Fiche technique
- Titre : Rain Fall
- Titre original : Rein fōru: Ame no kiba
- Réalisation : Max Mannix
- Scénario : Barry Eisler et Max Mannix
- Production : Megumi Fukasawa, Charles Hannah, Satoru Iseki, Naoki Kitagawa, Kôichirô Naganuma, Sadayuki Nobayashi, Tsutomu Sakurai, Shigekazu Takeuchi
- Société de production : Rain Production
- Budget : 7 000 000 $
- Photographie : John Wareham
- Montage : Matt Bennett
- Décors : Hidemitsu Yamazaki
- Pays d'origine : Japon, États-Unis
- Langue : japonais, anglais
- Format : Couleurs - 2,35:1 - Dolby Digital - 35 mm
- Genre : Action, thriller
- Durée : 111 minutes
- Date de sortie : 2009

## Distribution
- Kippei Shiina (VF : Michaël Cermeno) : John Rain
- Gary Oldman (VF : Éric Bonicatto) : William Holtzer
- Kyoko Hasegawa (VF : Marielle Lemarchand) : Midori Kawamura
- Akira Emoto (VF : Sylvie Santelli) : Tatsu Ishikura
- Takumi Bando (VF : Michel Barrio) : Ken
- Dirk Hunter : Thomas Perryman
- Misa Shimizu : Yuko

Source et légende : Carton de doublage T.V.